# Prémio Ricardo Malheiros
O Prémio Ricardo Malheiros é um prémio atribuído pela Academia das Ciências de Lisboa visando estimular a cultura e a criação literárias em Portugal.
O prémio é atribuído, através de concurso, a um autor português de obra original, em língua portuguesa, dos géneros romance, novela ou conto, que tenha sido publicada no ano da abertura do concurso.
Os fundos deste prémio provêm de um legado que Ricardo Malheiros deixou à Academia para a criação de um prémio literário.
O regulamento deste prémio foi aprovado pela Portaria n.º 20925, de 23 de Novembro de 1964, do Ministério da Educação Nacional.
Foram galardoados com este prémio, Aquilino Ribeiro, Ferreira de Castro, Fernanda de Castro, Alves Redol, António Quadros, entre outros. Joaquim Paço d' Arcos recusou o prémio em 1938.

## Galardoados
- 1933 - Aquilino Ribeiro com As três mulheres de Sansão
- 1934 - Ferreira de Castro com Terra fria
- 1935 - Antero de Figueiredo com Miradouro
- 1936 - Samuel Maia com Dona sem dono
- 1937 - Não atribuído
- 1938 - Joaquim Paço d'Arcos com Ana Paula
- 1939 - Guedes de Amorim com Aldeia das águias
- 1940 - Mário Beirão com Novas estrelas
- 1941 - Augusto da Costa com As inocentes
- 1942 - Vergílio Godinho com Calcanhar do mundo
- 1943 - Não atribuído
- 1944 - Vitorino Nemésio com Mau tempo no canal
- 1945 - Fernanda de Castro com Maria da Lua
- 1946 - Assis Esperança com Servidão
- 1947 - Noel Teles com Terra campa
- 1948 - Urbano Rodrigues com O castigo de dão João
- 1949 - Francisco Costa com Cárcere Invisível
- 1950 - Alves Redol com Horizonte cerrado
- 1951 - Alberto de Sousa Costa com Entre duas labaredas
- 1952 - Maria da Graça Azambuja com Primeira viagem
- 1953 - Fernando Namora com Minas de São Francisco
- 1954 - Carmen de Figueiredo com Criminosa
- 1955 - Natércia Freire com Infância que nasci
- 1956 - Não atribuído
- 1957 - Campos de Figueiredo com Obed
- 1958 - Urbano Tavares Rodrigues com Uma pedrada no charco
- 1959 - David Mourão-Ferreira com Gaivotas em terra
- 1960 - Mário Braga com O livro das sombras
- 1961 - Orlando da Costa com O signo da ira
- 1962 - Manuel Ferreira com Hora di bai
- 1963 - Augusto Abelaira com As boas intenções
- 1964 - Ruben A com A torre da Barbela
- 1965 - António Quadros com Histórias do tempo de Deus
- 1966 - Agustina Bessa- Luís com Canção diante de uma porta fechada
- 1967 - Adelino Rodrigues com O rio que vem do Lugo
- 1968 - José Rodrigues Júnior com Era o terceiro dia de vento sul
- 1969 - Graça Pina de Morais com Jerónimo e Eulália
- 1970 - Maria Ondina Braga com Amor e Morte
- 1971 - Luís Cajão com Um castelo na Escócia
- 1972 - Luísa Martinez com Movimento pendular
- 1973 - Não atribuído
- 1974 - Fausto Lopo de Carvalho com Ouviam-se vozes ao longe
- 1975 - Olga Gonçalves com A floresta em Bremerbaven
- 1976 - Romeu Correia com Um passo em frente
- 1977 - Agustina Bessa- Luís com As fúrias
- 1978 - Álvaro Manuel Machado com Exílio
- 1979 - Cristóvão de Aguiar com Raiz comovida
- 1980 - Lídia Jorge com O dia dos prodígios